# 秋山宏
秋山 宏（あきやま ひろし。1939年2月21日 - 2019年6月7日）は、日本の建築構造学者。東京大学名誉教授。
専門は構造物耐震設計などで、地震入力と建物耐力を地震による入力エネルギーと建物の吸収エネルギーに対比させた事により成り立つ耐震設計法を確立した。
第48代日本建築学会会長。2013年日本建築学会賞大賞受賞。

## 略歴
1962年、東京大学工学部建築学科卒業。
1964年、同大学大学院修士課程修了後、1965年に博士課程を中退して東京大学助手に採用。
1968 - 1970年、東京大学講師。
1970 - 1991年、東京大学助教授。
1987年、日本建築学会賞（論文）受賞。
1988年、日本原子力学会賞（技術賞)を受賞。
1991 - 1999年、東京大学教授。溶接工学講座、建築構造学講座を担当。
1999年、定年退官。その後日本大学理工学部・日本大学総合科学研究所教授に転任。
2019年6月7日、死去80歳没。

## 著書
- 『鉄骨柱脚の耐震設計』技報堂出版、1985年4月1日。ISBN 978-4-7655-2362-2。
- 『建築物の耐震極限設計』（第2版）東京大学出版会、1987年9月1日。ISBN 978-4-1306-0115-3。
- 『エネルギーの釣合に基づく建築物の耐震設計』技報堂出版、1999年11月22日。ISBN 978-4-7655-2441-4。

ほか多数。